# معركة جبل سراي
معركة جبل السراي (5 أيار – 13 آب 1917) وقعت بين المتطوعين الآشوريين بقيادة آغا بطرس ومالك خوشابا وقوات الدولة العثمانية بقيادة خليل كوت.

## خلفية
في صيف عام ١٩١٥، نجح آشوريو هكاري في صد الجيش العثماني. ولما عجز العثمانيون عن هزيمة الآشوريين، استقدموا مدفعية ثقيلة وذخيرة، استطاعت، إلى جانب تفوقها الساحق في العدد والإمدادات، أن تتغلب في النهاية على الآشوريين ذوي التسليح الخفيف والعدد المتفوق. ورغم الوضع الصعب، تمكنوا من نقل جميع نسائهم وقطعانهم وماشيتهم بأمان إلى بلاد فارس. وانضم الناجون في سن القتال إلى آشوريي شمال غرب فارس وأسسوا جيشًا آشوريًا بمساعدة روسية.

## المرحلة الأولى من المعركة
خلال الصيف الأول لوصول اللاجئين الآشوريين إلى بلاد فارس، استقر آشوريو تياري السفلى بقيادة مالك خوشابا حول جبال سراي حيث حاصرتهم القوات التركية بقيادة خليل كوت. كان الجيش العثماني يتألف من أقل من 6000 رجل وبالتالي يفوق عددهم الجيش الآشوري بقيادة آغا بطرس الذي كان عدده أقل من 1200 جندي. عند وصولهم، فاجأهم الآشوريون، فقد أصبح الأتراك في مرمى المدافع الرشاشة الآشورية التي كانت مخبأة خلف صخور التلال المنحدرة وفي الأدغال. خلال الليل، لاحظ مالك خيو من أشيتا (17 عامًا في ذلك الوقت) مجموعتين تعبران جبهته، وتمركز في موقع مراقبة للمدفعية ووجه ضربة في ضوء القمر لصد العدو. نجحت اثنتان من دوريات خوشابا في أسر جنود أتراك لجمع معلومات استخباراتية حول مواقعهم. نجح خوشابا أيضًا في منع مدافع العدو الميدانية من إلحاق الضرر بموقعه عند الفجر، كما أسر أربعة وعشرين أسيرًا تركيًا وقتل أربعة جنود أتراك بنفسه. وبحلول الساعة السابعة والنصف صباحًا، هزم رجال خوشابا وخيو من أشيتا العدو. إلى جانب الجرحى، لم يتبقَّ سوى أربعة وعشرين ضابطًا تركيًا أسرى.

## المرحلة الثانية من المعركة
في 13 أغسطس 1917، في سراي ومافانا ، حاصرت الفرقتان الخامسة والسادسة الآشوريين، بقيادة إسكندر باشا، الذي تعهد بإبادة العرق الآشوري مع حلفائه الفرس. قرر خوشابا سحب رجاله إلى دفاعاتهم ليلًا، وإرسال دوريات لوقف تقدم العدو نحو سراي. بحلول الساعة 10:30 مساءً ، أسر الآشوريون ثمانية وثمانين أسيرًا وكمية كبيرة من الأسلحة. استجوب خوشابا، الذي كان يتحدث التركية بطلاقة، السجناء، الذين ادعى معظمهم أنه لن تصل أي تعزيزات. كما ترجم خوشابا أيضًا شفرة إشارات تم الاستيلاء عليها والتي ستدعو إلى قذائف الهاون. في وقت مبكر من صباح اليوم التالي، أسر خوشابا المزيد من السجناء الأتراك؛ وكان من بينهم عقيد في الجيش التركي، وهو الرجل الثاني في القيادة بعد إسكندر باشا.

## أنظر أيضا
معركة شاراه
مار بنيامين شمعون
مذابح سيفو
شمعون الثالث والعشرون إيشاي